# 新庚申塚停留場
新庚申塚停留場（日语：／ Shin-kōshinzuka teiryūjo */?）是一個位於東京都豐島區西巢鴨三丁目，屬於荒川線的停留場。
250公尺西北面就是三田線的西巢鴨站，可以徒步轉乘。

## 停留場構造
對向式月台2面2線的地面車站。
| 月台 | 路線                   | 方向 | 目的地                             |
| ---- | ---------------------- | ---- | ---------------------------------- |
| 東側 | 都電荒川線（東京櫻電） | 上行 | 大塚站前、東池袋四丁目、早稻田方向 |
| 西側 | 都電荒川線（東京櫻電） | 下行 | 王子站前、町屋站前、三之輪橋方向   |

## 可供轉乘的巴士路線

### 「新庚申塚停留場」
- 都營巴士
  - 草63系統：淺草雷門～池袋站東口

## 相鄰停留場
東京都交通局
 都電荒川線（東京櫻電）
庚申塚（SA 21）－新庚申塚（SA 20）－西原四丁目（SA 19）

## 外部連結
- 新庚申塚停留場 （页面存档备份，存于） - 東京都交通局